# 滇蔗茅
滇蔗茅（学名：[Erianthus rockii] 错误：{{Lang}}：文本有斜体标记（帮助）），为禾本科蔗茅属下的一个植物种。